# Arnaud du Ferrier
Arnaud Du Ferrier (c. 1508-1585) era un abogado y diplomático francés.
Nació en Toulouse y ejerció como abogado primero en Bourges, después en Toulouse. Fue Concejal del parlamento de esta última ciudad, y más tarde lo hizo en Rennes, con el objetivo de llegar a ser el presidente del parlamento de París. Representó al rey Carlos IX en el Concilio deTrento en 1562, pero se tuvo que retirar a consecuencia de la actitud que adoptó, siendo enviado como embajador a Venecia, donde permaneció hasta 1567, regresando otra vez en 1570.
A su regreso a Francia y como venganza, entró en contacto con el Calvinismo, corriente por la que manifestó su simpatía y por la que perdió su lugar en el consejo y también parte de su fortuna. Para compensarlo, Henry de Navarre lo nombró como canciller.